# Тюрина дача
Тю́рина да́ча (также «Тю́ринка») — исторический район Харькова, расположенный в восточной части города. Застройка по большей части представляет собой частный сектор. Назван по имени располагавшейся здесь в XIX веке загородной дачи действительного статского советника, землевладельца Фёдора Тюрина (1801—1870).

## Географическое положение
Тюринка находится в восточной части Харькова, в Киевском и Салтовском административных районах (в основном, в Киевском). Тюринка является историческим районом Салтовки.
С северной стороны район ограничен рекой Харьков, отделяющей Тюринку от Журавлёвки. На восточной границе района находится ТЦ Барабашова. С юга район ограничен улицей Академика Павлова. Западная граница района проходит по улице Соединённой, отделяющей Тюрину дачу от Рашкиной дачи (дачи Ра́шке), или же соединяющей эти две части города.

## История и название
Тюринка — самый старый район Салтовки. Возник первоначально вокруг Тюрина озера. 
Название своё Тюрина дача получила от имени землевладельца действительного статского советника Фёдора Тюрина, владевшего этими землями в XIX веке.
В 1860 году из дачи Тюрина был выделен участок земли, получивший название хутора Наумовского, в котором стал проживать сын Фёдора Тюрина, коллежский советник Александр Тюрин.

## Достопримечательности
- Тюрино озеро
- Парк Памяти (бывший Комсомольский парк)
- Минеральный источник Харьковская-2
- Харьковский метромост

## Социальная сфера
- На территории Тюриной дачи находится 23-я Харьковская гимназия.
- Почтовое отделение № 161.

## Известные жители Тюринки
- Эдуард Лимонов (Савенко) — писатель, лидер Национал-большевистской партии.
- Жан Новосельцев — журналист, телеведущий (Рашкина дача)

## Галерея
- Мост через Немышлю
- Харьковский метромост
- Тюрино озеро